# Примітивна матриця
Примітивна матриця — невід'ємна матриця, деякий натуральний степінь якої є додатною матрицею.
Примітивні матриці є деяким узагальненням додатних матриць, для яких зберігаються властивості теореми Перрона — Фробеніуса.

## Властивості
- Якщо матриця {\displaystyle A} примітивна і {\displaystyle A^{p}>0}, то {\displaystyle A^{m}>0} для всіх {\displaystyle m>p}, оскільки матриця {\displaystyle A} не має нульових рядів.
- Степінь примітивної матриці завжди нерозкладний і до того ж примітивний.